# William Kennedy (scrittore)
William Joseph Kennedy (Albany, 16 gennaio 1928) è uno scrittore, giornalista e storico statunitense.

## Biografia
Kennedy è nato e cresciuto in un quartiere a nord di Albany (New York), figlio unico
di Mary Elizabeth McDonald (segretaria) e William J. Kennedy (vice sceriffo),
di origini irlandesi; i suoi antenati si erano stabiliti nella città da oltre cinque generazioni.
Kennedy è stato educato al cattolicesimo. Dopo aver frequentato la Public School 20 (ora North Albany Academy).
nel 1949 si è diplomato al Siena College di Loudonville (un sobborgo di New York),
collegio cattolico (gestito da Frati Francescani).
Terminati gli studi decise di dedicarsi al giornalismo lavorando per il Post Star di Glens Falls.

Seguirono due anni di servizio militare, lavorando per giornali dell'esercito negli Stati Uniti e in Germania (1950-1952).
Divenne poi redattore del Times Union di Albany.
Nel 1956 accettò di lavorare per un giornale di Porto Rico, dove nel 1961 seguì un corso di scrittura creativa tenuto all'University of Puerto Rico in Río Piedras da Saul Bellow, che lo incoraggiò a scrivere romanzi. Lì conobbe Ana Daisy (Dana) Sosa (ex attrice e ballerina).

Si sposarono il 31 gennaio 1957 e hanno avuto due figlie (Dana Elizabeth e Katherine Anne), un figlio (Brendan Christopher) e almeno sette nipoti.
Mentre viveva a San Juan, Kennedy fece amicizia con il giornalista e scrittore Hunter S. Thompson,
un'amicizia che ha continuato per tutta la loro carriera.

Kennedy, che era stato desideroso di lasciare Albany, tornò nella sua città natale e lavorò per il Times Union di Albany come giornalista investigativo scrivendo storie che raccontavano le attività della "macchina politica" di Daniel P. O'Connell.
Dal 1974 al 1982 tenne lezioni di scrittura creativa e giornalismo all'Università di Albany, diventando full professor nel 1983.

Nel 1983 fondò il Writers Institute at Albany, State University of New York.

Attualmente [2014] risiede a Averill Park, una borgata a circa 12 miglia (20 km) a est di Albany.
Il suo uso di Albany come ambientazione per numerosi suoi romanzi è stato descritto nel 2011 dal critico letterario Jonathan Yardley "un affresco di una sola città, forse unico nella narrativa americana".
Molti dei suoi romanzi presentano i rapporti dei membri della famiglia immaginaria irlandese-americana Phelan, e fanno uso di episodi della storia di Albany, inserendo anche elementi soprannaturali.
Le opere di Kennedy includono The Truck Ink (1969), Legs (1975), Billy Phelan's Greatest Game (1978), Ironweed (1983), vincitore nel 1983 del National Book Critics Circle Award
e nel 1984 del Premio Pulitzer per la narrativa,
(la versione cinematografica fu realizzata nel 1987)
e Roscoe (2002). Nel 2011, ha pubblicato Changó's Beads and Two-Tone Shoes, che un critico ha definito un libro "scritto con tale brio e umanità che può ben meritare di essere considerato il migliore della serie".
In Legs racconta le vicende del gangster irlandese-americano Jack Diamond (1897 – 1931), attivo durante il proibizionismo a Filadelfia e a New York. il gangster fu ucciso ad Albany al 67 di Dove Street, nella casa che verrà poi acquistata da Kennedy e dal produttore Gene Kirkwood.
O Albany! è una raccolta di saggi sulla sua città natale.

## Onorificenze e riconoscimenti
- 1983 MacArthur Fellow.[18] Il premio consisteva in 264 000 $.[1]
- 1984 American Book Awards[19]
- 1984 Premio Pulitzer per la narrativa
- 2001 Premio Peggy V. Helmerich Distinguished Author, offerto annualmente dall'amministrazione della biblioteca di Tulsa.[20]
- È membro [2014] della American Academy of Arts and Letters.[21]

### Narrativa
- (EN) The Ink Truck, New York, Viking Press, 1969, ISBN 0-670-39825-X, OCLC 427157635.

#### Il ciclo di Albany
- (EN) Legs, New York, Coward, McCann & Geoghegan, 1975, ISBN 978-0-698-10672-7, OCLC 1345969. URL consultato il 19 luglio 2014.
- (EN) editore Viking Press, Billy Phelan's greatest game, New York, 1978, ISBN 978-0-670-16667-1, OCLC 3630990.
- (EN) Ironweed, New York, Viking Press, 1983, ISBN 978-0-670-40176-5, OCLC 8709244. URL consultato il 19 luglio 2014.
Edizione in italiano:  Ironweed, traduzione di Luciana Bianciardi, Milano, Rizzoli, 1988, ISBN 88-17-67467-2, OCLC 797191464. URL consultato il 4 luglio 2014 (archiviato il 4 luglio 2014).
- (EN) Quinn's book, New York, Viking, 1988, ISBN 0-670-80437-1, OCLC 16921746. URL consultato il 19 luglio 2014.
- (EN) Very old bones, New York, Viking, 1992, ISBN 0-670-83457-2, OCLC 636371545. URL consultato il 19 luglio 2014.
- (EN) The flaming corsage, New York, Viking, 1996, ISBN 0-670-85872-2, OCLC 33440663. URL consultato il 19 luglio 2014.
- (EN) Roscoe, New York, Viking, 2002, ISBN 0-670-03029-5, OCLC 46729309. URL consultato il 19 luglio 2014.
- (EN) Changó's beads and two-tone shoes, New York, Viking, 2011, ISBN 978-0-670-02297-7, OCLC 707969096. URL consultato il 19 luglio 2014.

### Saggistica
- (EN) O Albany!: improbable city of political wizards, fearless ethnics, spectacular aristocrats, splendid nobodies, and underrated scoundrels, New York, Viking Press, 1983, ISBN 0-670-52087-X, OCLC 9576896. URL consultato il 19 luglio 2014.
- (EN) Claudio Edinger, Lauren Tarshis, William Kennedy, The Making of Ironweed, New York, Penguin Books, 1988, ISBN 0-14-011191-3, OCLC 17107318.
- (EN) Riding the yellow trolley car: selected nonfiction, New York, Viking, 1993, ISBN 0-670-84211-7, OCLC 26766841. URL consultato il 26 luglio 2014.

### Sceneggiature
- (EN) Cotton Club (film), sceneggiatura scritta con Francis Ford Coppola, New York, St. Martin's Press, 1986, ISBN 0-312-17017-3, OCLC 13334076.
- (EN) Ironweed Tri-Star, 1987.

### Teatro
- (EN) Grand View In anteprima al Capital Repertory Theatre, Albany, NY, 1996.
- (EN) In the System HumaniTech Short Play Project Premiere, University at Albany, marzo 2003.

### Opere per ragazzi
- (EN) Charlie Malarkey and the belly-button machine, con Brendan Kennedy e Glen Baxter, Boston, Atlantic Monthly Press, 1986, ISBN 0-87113-104-8, OCLC 14001047. URL consultato il 27 luglio 2014.
- (EN) con Brendan Kennedy e S. D. Schindler, Charlie Malarkey and the singing moose, New York, Viking, 1994, ISBN 0-670-84605-8, OCLC 29358205. URL consultato il 19 luglio 2014.

### Critica letteraria
- (EN) Thomas Flanagan, O Albany!, su nybooks.com, The New York Review of Books, 25 aprile 2002. URL consultato l'11 luglio 2014 (archiviato il 5 ottobre 2013).
- (EN) Benedict Giamo, The homeless of Ironweed: blossoms on the crag, Iowa City, Univ. of Iowa Press, 1997, ISBN 978-0-87745-559-2, OCLC 247694743. URL consultato il 19 luglio 2014.
- (EN) Michael Patrick Gillespie, Reading William Kennedy, Syracuse (New York), Syracuse University Press, 2001, ISBN 0-8156-2929-X, OCLC 59454145. URL consultato il 19 luglio 2014.
- (EN) Vivian Valvano Lynch, Portraits of artists: warriors in the novels of William Kennedy, Lanham (Maryland), International Scholars Publications, 1999, ISBN 1-57309-364-5, OCLC 614656023. URL consultato il 19 luglio 2014.
- (EN) Thomas Mallon, William Kennedy's Greatest Game, su theatlantic.com, The Atlantic Monthly, febbraio 202. URL consultato il 19 luglio 2014 (archiviato il 22 marzo 2013).
«Roscoe has a lyricism and a gusto rarely achieved in serious American novels about politics»
- (EN) Neila C. Seshachari, Courtesans, Stars, Wives, & Vixens: The Many Faces of Female Power in Kennedy’s Novels, su albany.edu, The New York State Writers Institute - University at Albany, NY. URL consultato il 19 luglio 2014 (archiviato l'11 luglio 2014).
- (EN) Daniel G. Marowski, Roger Matur, William Kennedy, in Contemporary literary criticism, vol. 53, Detroit, Gale Research, 1989,  pp. 189-201.
- (EN) Christian Michener, From then into now: William Kennedy's Albany novels, Scranton (Pennsylvania), University of Scranton Press, 1998, ISBN 0-940866-70-6, OCLC 611263396.
- (EN) Edward C. Reilly, William Kennedy, Twayne's United States authors series, Boston, Twayne Publishers, 1991, ISBN 0-8057-7611-7, OCLC 22184325. URL consultato il 19 luglio 2014.
- (EN) J. Kenneth Van Dover, Understanding William Kennedy, Columbia (Carolina del Sud), University of South Carolina, 1991, ISBN 0-87249-663-5, OCLC 23015789.
- (EN) Neila C. Seshachari (a cura di), Conversations with William Kennedy, Jackson (Mississippi), University Press of Mississippi, 1997, ISBN 1-57806-011-7, OCLC 36695917.